# Processo (álbum)
Processo é o segundo álbum de Isadora Pompeo, e o primeiro álbum de estúdio da cantora.

## Lançamento
O álbum foi lançado em forma de singles, com todas as faixas recebendo videoclipe, a primeira canção a ser lançada foi "História", seguido por "Seja Forte", o álbum teve feat com João Figueiredo na faixa "Máscara", o último single do projeto foi "Sua Paz", o álbum foi lançado dia 25 de fevereiro de 2021.

## Faixas
Lista com as faixas, de acordo com o perfil no Spotify da cantora:
| N.º            | Título                           | Compositor(es) | Duração |  |
| 1.             | "História"                       | Isadora Pompeo | 3:46    |  |
| 2.             | "Seja Forte"                     | Isadora Pompeo | 4:14    |  |
| 3.             | "Máscaras (com João Figueiredo)" | Isadora Pompeo | 3:51    |  |
| 4.             | "Processo"                       | Isadora Pompeo | 4:26    |  |
| 5.             | "Em Troca"                       | Isadora Pompeo | 4:36    |  |
| 6.             | "Você Não Cansa"                 | Isadora Pompeo | 5:24    |  |
| 7.             | "Sua Paz"                        | Isadora Pompeo | 3:25    |  |
| Duração total: | Duração total:                   | Duração total: | 29:42   |  |

## Repercussão
O álbum recebeu uma ótima repercussão nos streamings de música e nas redes sociais, a faixa com mais destaque foi "Seja Forte" que tem 45 milhões de visualizações no seu clipe do YouTube e mais de 50 milhões no áudio do Spotify, o álbum total tem quase 100 milhões no YouTube e mais de 130 milhões no Spotify.
A canção "Sua Paz" foi incluída na trilha sonora da novela Vai na Fé, novela das 7 da TV Globo, a faixa tem quase 30 milhões no Spotify e 10 milhões no YouTube.
Viralizou no TikTok a cantora cantando ao vivo a canção "Seja Forte" enquanto era ataca por um morcego, o vídeo repercutiu na internet e virou trend no TikTok, onde diversas pessoas, incluindo famosos, dublaram o áudio.

## Videoclipes
| Música                        | Lançamento             |
| ----------------------------- | ---------------------- |
| História                      | 4 de junho de 2020     |
| Seja Forte                    | 2 de julho de 2020     |
| Máscara (ft. João Figueiredo) | 11 de agosto de 2020   |
| Processo                      | 10 de setembro de 2020 |
| Em Troca                      | 15 de outubro de 2020  |
| Você Não Cansa                | 12 de novembro de 2020 |
| Sua Paz                       | 3 de dezembro de 2020  |